# Gonyleptes banana
Gonyleptes banana is een hooiwagen uit de familie Gonyleptidae.